# Patrik Lörtscher
Patrik Lörtscher   (19 de març de 1960) és un jugador de cúrling suís, ja retirat, que va competir el darrer quart del segle XX.
El 1998 va guanyar la medalla d'or en la competició de cúrling als Jocs Olímpics d'Hivern de Nagano. En el seu palmarès també destaquen sis medalles als Campionats del Món de cúrling, una d'or, dues de plata i tres de bronze, entre les edicions de 1980 i 1999; així com tres medalles al d'Europa, dues d'or i una de bronze.